# Vrigne-aux-Bois
Vrigne-aux-Bois – miejscowość i gmina we Francji, w regionie Grand Est, w departamencie Ardeny. W 2013 roku populacja gminy wynosiła 3407 mieszkańców. 
1 stycznia 2017 roku połączono dwie wcześniejsze gminy: Bosseval-et-Briancourt oraz Vrigne-aux-Bois. Siedzibą gminy została miejscowość Vrigne-aux-Bois, a nowa gmina przyjęła jej nazwę. 